# عراق در المپیک تابستانی ۲۰۲۴
کاروان المپیکی عراق در بازی‌های المپیک تابستانی ۲۰۲۴ که از ۲۶ ژوئیه تا ۱۱ اوت ۲۰۲۴ (۵ تا ۲۱ امرداد ۱۴۰۳ خورشیدی) به میزبانی پاریس، پایتخت فرانسه برگزار شد. این شانزدهمین حضور این کشور مسابقات المپیک است. اولین حضورش در بازی‌های المپیک تابستانی در سال ۱۹۴۸ است. در کاروان عراق، هیچ زنی به عنوان ورزشکار حاضر نبود و تمامی اعضای این کاروان را مردان تشکیل می‌دادند.

## شرکت‌کنندگان
| ورزش        | مردان | زنان | مجموع |
| ----------- | ----- | ---- | ----- |
| دو و میدانی | ۱     | ۰    | ۱     |
| فوتبال      | ۱۸    | ۰    | ۱۸    |
| جودو        | ۱     | ۰    | ۱     |
| شنا         | ۱     | ۰    | ۱     |
| وزنه‌برداری  | ۱     | ۰    | ۱     |
| مجموع       | ۲۲    | ۰    | ۲۲    |

## دو و میدانی
عراق یک دونده سرعتی را برای شرکت در بازی‌های المپیک تابستانی ۲۰۲۴ فرستاد.
| ورزشکار         | رویداد  | مقدماتی | مقدماتی | شانس‌مجدد | شانس‌مجدد | نیمه‌نهایی   | نیمه‌نهایی   | فینال       | فینال       |
| ورزشکار         | رویداد  | نتیجه   | رتبه    | نتیجه    | رتبه     | نتیجه       | رتبه        | نتیجه       | رتبه        |
| --------------- | ------- | ------- | ------- | -------- | -------- | ----------- | ----------- | ----------- | ----------- |
| طاها حسين ياسين | ۱۰۰ متر | ۱۰٫۵۲   | ۹       | —        | —        | پیشروی نکرد | پیشروی نکرد | پیشروی نکرد | پیشروی نکرد |

## فوتبال
| تیم      | نتیجه         | مرحله گروهی       | مرحله گروهی         | مرحله گروهی      | مرحله گروهی | یک چهارم نهایی | نیمه نخایی  | فینال/ برنز | فینال/ برنز |
| تیم      | نتیجه         | رقیب نتیجه        | رقیب نتیجه          | رقیب نتیجه       | رتبه        | رقیب نتیجه     | رقیب نتیجه  | رقیب نتیجه  | رتبه        |
| -------- | ------------- | ----------------- | ------------------- | ---------------- | ----------- | -------------- | ----------- | ----------- | ----------- |
| تیم عراق | مسابقات مردان | اوکراین · برد ۲–۱ | آرژانتین · باخت ۱–۳ | مراکش · باخت ۰–۳ | ۳           | پیشروی نکرد    | پیشروی نکرد | پیشروی نکرد | ۱۰          |

## جودو
| ورزشکار  | رویداد     | یک شصت و چهارم نهایی | یک سی و دوم نهایی | یک شانزدهم نهایی | یک چهارم نهایی | نیمه نهایی  | شانس مجدد   | فینال/ برنز | فینال/ برنز |
| ورزشکار  | رویداد     | رقیب نتیجه           | رقیب نتیجه        | رقیب نتیجه       | رقیب نتیجه     | رقیب نتیجه  | رقیب نتیجه  | رقیب نتیجه  | رتبه        |
| -------- | ---------- | -------------------- | ----------------- | ---------------- | -------------- | ----------- | ----------- | ----------- | ----------- |
| سجاد سهن | ۸۱ کیلوگرم | —                    | DSQ               | پیشروی نکرد      | پیشروی نکرد    | پیشروی نکرد | پیشروی نکرد | پیشروی نکرد | پیشروی نکرد |

## شنا
عراق یک شناگر را برای شرکت در المپیک ۲۰۲۴ پاریس فرستاد.
| ورزشکار     | رویداد               | گروه    | گروه | نیمه نهایی | نیمه نهایی | فینال      | فینال      |
| ورزشکار     | رویداد               | زمان    | رتبه | زمان       | رتبه       | زمان       | رتبه       |
| ----------- | -------------------- | ------- | ---- | ---------- | ---------- | ---------- | ---------- |
| حسن الزینکی | ۱۰۰ متر پروانه مردان | ۱:۰۰٫۲۳ | ۷    | عدم پیشروی | عدم پیشروی | عدم پیشروی | عدم پیشروی |

## وزنه‌برداری
علی ربیاوی با توجه به رتبه‌بندی فدراسیون جهانی وزنه‌برداری، برای حضور در المپیک گزیده شد.
| ورزشکار    | رویداد       | یک‌ضرب   | یک‌ضرب | دوضرب | دوضرب | مجموع   | رتبه |
| ورزشکار    | رویداد       | نتیجه   | رتبه  | نتیجه | رتبه  | مجموع   | رتبه |
| ---------- | ------------ | ------- | ----- | ----- | ----- | ------- | ---- |
| علی ربیاوی | ۱۰۲+ کیلوگرم | ۲۰۰ JWR | ۵     | ۲۳۷   | ۶     | ۴۳۷ JWR | ۶    |